# جيش التحرير الكوري
جيش التحرير الكوري (بالكورية:한국광복군)، هي جيش شعبي كوري تأسس في 17 سبتمبر 1941 من مدينة تشونغتشينغ الصينية. وكانت تُعتبر الجناح المسلح لحكومة جمهورية كوريا المؤقتة ضد الاحتلال الياباني. وكان القائد العام للجيش جي تشيونغ شيون مع الجنرال لي بيوم سيوك بطل معركة شينغسناري (سنة 1920 والتي انتصر فيها الجيش الكوري على الياباني)، وأصبح فيما بعد رئيس وزراء كوريا الجنوبية ورئيس هيئة الأركان.

## البدايات
ضَّم جيش التحرير الكوري العديد من جيوش حرب العصابات التي انتشرت في شمال كوريا خلال العشرينيات. بعد إعلان الحرب من قبل الحكومة المؤقتة ضد اليابان وألمانيا في 9 ديسمبر 1941، شاركت وحدات من جيش التحرير الكوري إلى جانب الحلفاء في مسارح جنوب شرق آسيا والصين. اللائحة المتعلقة بأنشطة جيش التحرير الكورية، التي تفرضها الحكومة الصينية على القومية الحكومة المؤقتة في عام 1941، وضعت جيش تحرير تحت السلطة العليا للقائد العام للقوات المسلحة من الجيش الصيني.

## العمليات
غالبية العمليات التي تنفذها جيش التحرير الكوري، كانت معظمها في الأراضي الصينية التي أحتلها اليابان، فبدأت العملية العسكرية بتاريخ 9 ديسمبر عام 1941 إلى عام 1944.

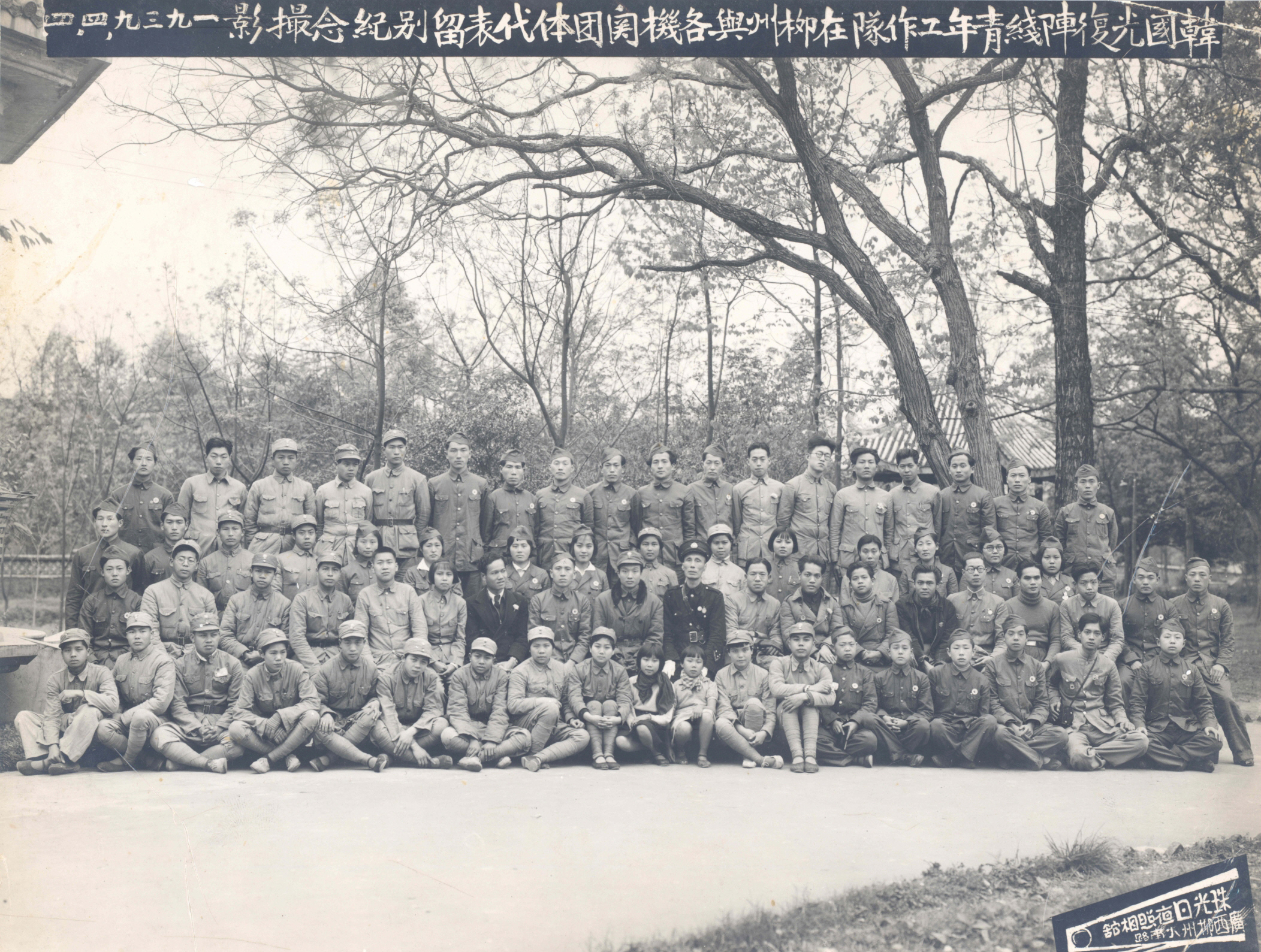
تكوين الجيش التحرير الكوري في صورة جماعية

## بعد نهاية الحرب
بعد نهاية الحرب العالمية الثانية مكن جيش التحرير الكوري بإنشاء جمهورية كوريا، وتمكنت من استعادة جزيرة جزيرة دوكدو من قبضة اليابانيين.